# QW-1 (ミサイル)
QW-1（前衛-1、前卫一号、QianWei-1、Vanguard l）は、中国で開発された携帯式防空ミサイルシステム（MANPADS, 中国語: 便携式防空导弹）。

## 概要
HN-5に次いで開発されたミサイルであり、瀋陽の119工廠で開発された。開発にあたっては、ロシアの9K310 イグラ-1が参考にされたと考えられており、誘導方式も同様で、冷却措置を施したアンチモン化インジウム（InSb）焦電素子によるパッシブ赤外線ホーミングを採用している。
一般に公開されたのは、1994年のファーンボロー国際航空ショーが最初とされている。これをライセンス生産したパキスタンのAnza Mk-2により、インド空軍のMiG-21およびMiG-27の撃墜が報告されている。また、イランでもMisagh-1として生産されている。

## 各型
QW-1
初期型。
QW-1M
2002年に公開された改良型。
QW-1A
QW-1Mにレーダー、液晶ディスプレイなどを加えたネットワーク型。
QW-11
巡航ミサイルなどの低空目標迎撃を企図した開発型。QW-1Gとも。
QW-18
シーカーを2波式とした改良型。

## 採用国
- ウズベキスタン - 2023年時点で、ウズベキスタン陸軍がQW-18を保有している[4]。